# Ordre d'Olga
Ne doit pas être confondu avec Ordre de la princesse Olga ou Ordre des Saintes-Olga-et-Sophie.
L'Ordre d'Olga (Wurtemberg) (en allemand : Olga-Orden) était un ordre militaire du Royaume de Wurtemberg, qui a été créé par Charles Ier, roi du Wurtemberg, le 27 juin 1871, en l'honneur de sa reine consort, la grande-duchesse Olga Nikolaevna de Russie. Son but premier était d'honorer les femmes qui ont soigné les soldats blessés pendant la guerre franco-prussienne de 1870-1871. Bien qu'il ait été conféré à quelques hommes, il est resté en grande partie un ordre de femmes.

## Descriptif
L'insigne était une croix d'argent avec à l'avers le cryptogramme du roi Karl et de la reine Olga et au revers les années 1870-71. Cet emblème était suspendu à un ruban rouge et noir. Les hommes, y compris le roi, le portaient à la boutonnière de leur manteau ou comme médaille militaire, tandis que les femmes le portaient suspendu à un grand nœud sur la poitrine gauche.
En 1889, une médaille similaire a été créée - la médaille Charles Olga (de) - pour le service à la Croix-Rouge. Cette décoration était d'ailleurs également décernée principalement aux femmes, mais ne faisait pas partie de l'Ordre d'Olga.

## Images

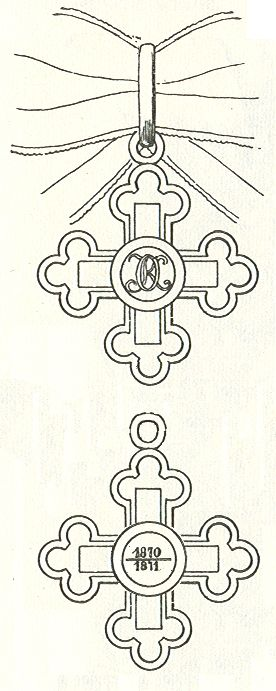
Ordre d'Olga
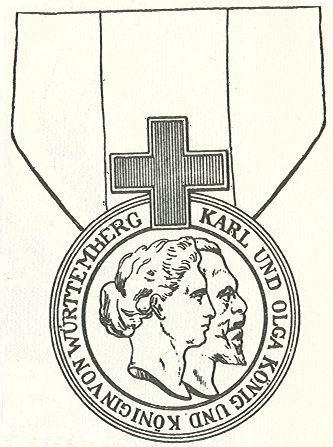
Médaille Karl-Olga

## Sources
- (en) Tagore, Rajah Sir Sourindro Mohun. The Orders of Knighthood, British and Foreign. Calcutta, India: The Catholic Orphan Press, 1884
- (de) Maximilian Gritzner, Handbuch der Ritter- und Verdienstorden aller Kulturstaaten der Welt innerhalb des XIX. Jahrhunderts. Auf Grund amtlicher und anderer zuverlässiger Quellen zusammengestellt, Editeur: Leipzig, Edition de J.J. Weber, 1893.
- (de) Jörg Nimmergut, Deutschland-Katalog, 2002